# Vikunja
Vikunja (Vicugna vicugna) är den minsta av de sydamerikanska kameldjuren och utgör tillsammans med alpackan släktet Vicugna. Vikunjan liknar arten guanaco men är mindre och smalare.

## Utbredning

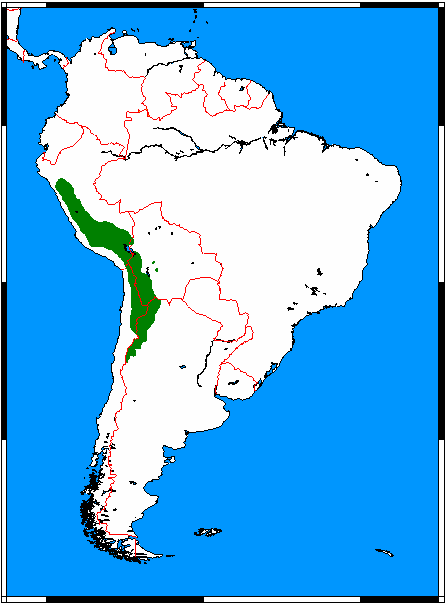
Utbredningsområde enligt IUCN.

Vikunjan lever i Peru, västra Bolivia, nordöstra Chile och nordvästra Argentina. Utbredningsområdet ligger i Andernas högre delar mellan 3 500 och 5 500 meter över havet.

## Utseende och anatomi
Vikunjan är 86–96 centimeter hög, och väger mellan 45 och 55 kg. Den har på ovansidan kanelbrun päls med röda och ockra skuggor, oftast med en lång vit man på bröstet och upp till axlarna. Manens hår kan vara 20 till 30 cm långa. Undersidan är täckt av vitaktig päls. Det smala huvudet kännetecknas av trekantiga öron.
Kroppslängden (huvud och bål) ligger vanligtvis mellan 125 och 190 centimeter och svansen är 15 till 25 centimeter lång. I motsats till andra partåiga hovdjur har vikunjan undre framtänder som växer hela tiden. Liksom hos gnagare slipas tänderna när djuret äter.

## Ekologi

### Habitat
Habitatet utgörs av bergsstäpper och av den alpina tundran. Ofta förekommer glest fördelade buskar eller kaktusar i reviret. Vikunjan vistas gärna i områden som tidvis översvämmas och som liknar marskland. Översvämningarna beror på stigande grundvatten, på insjöar eller dammar som ökar i storleken efter regn eller på vattendrag. I motsats till andra kameldjur kan vikunjan inte uthärda längre tider med vattenbrist varför den bara i undantagsfall vistas mer än 2 km från närmaste vattenansamling.

### Beteende
Vikunjan lever i familjegrupper som leds av en alfahanne och varje grupp har ett revir. Flocken har vanligen 5 till 10 medlemmar och territoriets storlek varierar mellan 7 och 30 hektar. Reviret är uppdelat i ett område där födan söks och ett område där individerna sover. Territoriets gränser markeras av alla flockmedlemmar med avföring och urin. Dessutom finns grupper med enbart unga hannar som ännu saknar förmåga att få kontroll över en grupp med honor. Gamla hannar som blivit bortjagade av yngre och starkare hannar lever vanligen ensamma. Ungkarlsflockarna kan ha 15 till 25 medlemmar. Det förekommer även familjegrupper som saknar revir.
Flocken vilar under natten på bergssluttningar och letar på dagen i delgångar eller på lägre belägna högplatå efter föda. Vid fara kan arten springa med en hastighet av 47 km/h. Födan utgörs av olika gräsarter. 

### Fortplantning och nativitet
Honor är 330 till 350 dagar dräktig och föder sedan en enda unge som väger 4 till 6kg. Ungen kan gå efter 15 minuter men den vistas flera månader nära modern. Ungefär efter 10 månader slutar honan helt ge di. Vissa honor kan para sig två år efter födelsen. I naturen blir de ofta 15 till 20 år gamla. Enstaka vikunjor i fångenskap har blivit 24 år.

## Systematik
Vikunjans placering tillsammans med  alpacka i det egna släktet Vikunja är omstritt.[källa behövs] Vissa auktoriteter placerar dem istället släktet Lama, tillsammans med arter som lama och guanaco. En anledning att klassa djuret som eget släkte är tändernas uppbyggnad. Å andra sidan förekommer hybridisering mellan de nämnda kameldjuren vilket visar att dessa är nära släkt.
Två underarter av vikunja har beskrivits: V. v. vicugna och V. v. mensalis, där den senare lever i de norra delarna av utbredningsområdet. Fler studier behövs dock för att med säkerhet fastställa om det rör sig om olika underarter.

## Vikunja och människan

### Domesticering
Från vikunjan får man vikunjaull - en mycket mjuk, fin och dyrbar ull. Den historiska uppfattningen var att vikunjan aldrig blev domesticerad och att laman och alpackan är tama varianter av guanaco. Enligt nyare undersökningar av djurens DNA härstammar alpackan däremot från vikunjan. På grund av att vikunja, lama, alpacka och guanaco kan korsas med varandra är släktskapet svårutrett. Historiskt kan fastslås att inkafolket varje år drev tusentals vikunjor till inhägnader för att ta hand om deras ull. Sedan återfick djuren sin frihet. Nybyggare från Spanien övergav denna extensiva djurhållning. De jagade djuren i stort antal för att ge plats åt sina egna husdjur och för ullens skull.

### Status och hot
Vikunjann var nära att bli utrotad, och ett tag fanns det endast omkring 6 000 djur kvar. Djuret förklarades som utrotningshotat 1974 och skyddsåtgärder vidtogs. Sedan ökade stammen och den globala populationen uppskattades 2018 till 470 000 - 525 000 djur varav ungefär 350 000 vuxna individer. Internationella naturvårdsunionen (IUCN) listar arten som livskraftig (LC).